# 明徳の和約
明徳の和約（めいとくのわやく）は、日本の南北朝時代の内乱の講和条約で、明徳3年/元中9年10月27日（ユリウス暦1392年11月12日）に南朝と北朝（室町幕府）との間で、和議と皇位継承について締結された約定。
南北合体条件（なんぼくがったいじょうけん）とも。

## 概要
南朝の後亀山天皇と北朝の征夷大将軍足利義満の両首脳間の下で、南朝の参議楠木正儀が中心となって合一の下準備が進められ、正儀の死後は、南朝では右大臣吉田宗房と前内大臣阿野実為が、北朝では祠官・公卿の正三位吉田兼煕が交渉の窓口となった。
この和約に従って、同年閏10月5日（ユリウス暦1392年11月19日）、南朝の後亀山天皇が吉野から京都に帰還して、北朝の後小松天皇に三種の神器を渡し、南北合体（なんぼくがったい）もしくは南北朝合一（なんぼくちょうごういつ）が実行された。
これによって、延元元年/建武3年12月21日（ユリウス暦1337年1月23日）以来の朝廷の分裂状態が終了し、日本史における南北朝時代の終焉を迎えた。

## 内容
内容は次の4つである。
- 南朝の後亀山天皇より北朝の後小松天皇への「譲国の儀」における神器の引渡しの実施。
- 皇位は両統迭立とする（後亀山天皇の弟泰成親王（後亀山の皇太弟）・小倉宮恒敦（後亀山の皇子）など南朝系皇族の立太子）。
- 国衙領を大覚寺統の領地とする。
- 長講堂領を持明院統の領地とする。

## 経緯
50年以上にわたる南北朝の争いは、途中南朝が優勢に立って北朝を一時解体に追い込んだこと（正平一統）もあったものの、北朝を擁立した足利尊氏が開いた室町幕府が全国の武士を掌握するにつれて北朝側優位の流れが次第に固まりつつあった。ことに第3代将軍・足利義満の時代の明徳3年（1392年）には楠木正勝が敗れ河内千早城が陥落するなど南朝を支持する武士団が潰走、南朝は吉野周辺や一部地方に追い込まれ、北朝方優位は決定的なものとなった。
義満は明徳2年/元中8年（1391年）の明徳の乱で有力守護大名の山名氏を弱体化させて武家勢力を統率すると、和泉・紀伊の守護で南朝と領地を接する大内義弘の仲介で南朝との本格的交渉を開始した。そして3か条（前述）を条件に和睦が成立。明徳3年/元中9年（1392年）に後亀山天皇は京都へ赴いて、大覚寺において神器を譲渡し、南朝が解消される形で南北朝合一は成立した。南朝に任官していた公家は一部を除いて北朝への任官は適わず、公家社会から没落したと考えられる。
そもそもこの和約は義満ら室町幕府と南朝方でのみで行われ、北朝方はその内容は知らされず合意を約したものでもなかったようである。そのためか、北朝では「譲国の儀」実施や両統迭立などその内容が明らかとなるとこれに強く反発した。北朝の後小松天皇は南朝の後亀山天皇との会見を拒絶し、平安時代末期に安徳天皇とともに西国に渡った神器が天皇の崩御とともに京都に戻った先例に則って、上卿日野資教（権大納言）・奉行日野資藤（頭左大弁）らを大覚寺に派遣して神器を内裏に遷した（『南山御出次第』『御神楽雑記』）。元号についても北朝の「明徳」を継続し、2年後に後亀山天皇に太上天皇の尊号を奉る時も、朝廷では足利義満が後小松天皇や公家たちの反対意見を押し切る形で漸く実現した。さらに国衙領についても、建武の新政以来知行国を制限して国衙領をなるべく国家に帰属させようとしてきた南朝と、知行国として皇族や公家たちに与えて国衙領の実質私有化を認めてきた北朝とが対立し、南朝方が北朝側の領主権力を排除して実際に保有出来た国衙領はわずかであったと見られている。
なおも北朝方は、応永19年（1412年）に後小松天皇が嫡子の称光天皇に譲位して両統迭立は反故にされた。称光天皇には嗣子がなく、正長元年（1428年）の崩御によって持明院統の嫡流は断絶したにもかかわらず、後小松上皇は伏見宮家から猶子を迎え後花園天皇を立てて再び約束を反故にした。反発した南朝の後胤や遺臣らは、朝廷や幕府に対する反抗を15世紀後期まで続けた。これを後南朝という。

## 研究史
大正10年（1921年）、三浦周行が近衛家蔵文書の中から、和約の条件を記した義満の請文の案文を発見し、翌大正11年（1922年）に『南北合体条件』という論文を発表。この三浦論文によって初めて、史料に基づく議論が可能となった。
「明徳の和約」という語は、『後南朝史論集』（1956年）中の瀧川政次郎の論文などに見られる。